# Отман Буссаїд
Отман Буссаїд (біл. Othmane Boussaid, нар. 7 березня 2000, Кортрейк, Бельгія) — бельгійський футболіст марокканського походження, атакувальний півзахисник нідерландського клубу «Утрехт».

## Ігрова кар'єра

### Клубна
Отман Буссаїд є вихованцем клубу «Льєрс», у складі якого він і зіграв свій перший матч на професійному рівні. Влітку 2018 року Буссаїд перейшов до нідерландського «Утрехта». У клубі провів один сезон і відбув в оренду у клуб Ерстедивізі НАК «Бреда». Через рік футболіст повернувся до «Утрехта», паралельно з цим граючи за дублюючий склад.

### Збірна
З 2017 року Отман Буссаїд захищав кольори юнацьких збірних Бельгії.